# Neobourquinia bifasciata
Neobourquinia bifasciata är en fjärilsart som beskrevs av Köhler 1943. Neobourquinia bifasciata ingår i släktet Neobourquinia och familjen tandspinnare. Inga underarter finns listade i Catalogue of Life.